# مارك تومسون (سياسي)
مارك تومسون (بالإنجليزية: Mark Thomson)‏ هو سياسي أمريكي، ولد في 1739 في الولايات المتحدة، وتوفي في 14 ديسمبر 1803. انتخب عضو جمعية نيوجيرسي العامة وانتخب عضو مجلس النواب الأمريكي.